# I've Got A Thing About You, Baby / Take Good Care Of Her
"I've Got A Thing About You, Baby" / "Take Good Care Of Her" es un sencillo de Elvis Presley  grabado en los estudios Stax de Memphis, Tennesee y lanzado al mercado por la compañía RCA el 11 de enero de 1974. Ambas canciones del sencillo entraron a varias listas de éxitos, alcanzando su mejor posición en el Billboard Country Chart con un puesto # 4. El sencillo tuvo ventas significativas en su momento y ambos temas se editaron el mismo año en el álbum Good Times.

## Antecedentes y grabación
El sencillo "I've Got A Thing About You, Baby" / "Take Good Care Of Her" se editó con la idea de que fuese un sencillo promocional del álbum "Good Times" que saldría a la luz en el mercado ese mismo año. Ambos temas fueron grabados por Presley en los estudios Stax durante la sesión de grabación de julio de 1973. " I've Got A Thing About You, Baby", un tema con un gran potencial que tanto Elvis como su banda de apoyo trabajaron bastante en el estudio, se grabó el día 22 de julio y se trataba de otra de las canciones compuestas por Tony Joe White, el mismo que compondría uno de los éxitos de Presley de su temporada en Las Vegas y de su posterior gira por los Estados Unidos, conocido como "Polk Salad Annie". Para la cara B se había grabado el día previo "Take Good Care Of Her", una composición del dúo Ed Warren & Arthur Kent. Esta canción fue escogida por el propio Elvis debido a que reflejaba su situación emocional de ese período de separación de su esposa Priscilla Beaulieu.Esta última canción, mezcla de pop y country, fue cantado con una importante cuota de sentimiento en cada frase.

## Listas
| Listas (1974)                  | Posición alcanzada |
| ------------------------------ | ------------------ |
| Billboard Adult and Contempory | 27                 |
| Billboard Country Chart        | 4                  |
| Billboard Hot 100              | 39                 |
| Record World                   | 36                 |
| UK Singles Chart               | 33                 |

### Versión de Elvis Presley con The Philharmonic Orchestra
| Listas (2016)               | Posición alcanzada |
| --------------------------- | ------------------ |
| Bélica Ultratop 50 Flanders | Tope               |

## Carátula
La carátula del sencillo en su edición americana mostraba a Elvis en concierto sosteniendo su guitarra electro acústica negra modelo Gibson Ebony Dove 1969. Durante un concierto en 1975 Elvis le regaló el instrumento a un fan de nombre Mike Harris, que se hallaba en la primera fila, diciéndole que "puede que sea valuable algún día". En efecto, la guitarra se cotizó luego a unas 350.000 libras esterlinas. 
Elvis usó dicha guitarra entre los años 1971 y 1975, incluyendo Aloha from Hawaii, uno de los conciertos más exitosos de la historia de la música. 
En la esquina inferior derecha de la tapa del disco se anunciaba un próximo especial televisivo de Elvis para la semana de Pascuas en 1974.

## Ventas
El disco logró en su momento ventas destacables aunque no tuvo la difusión comercial apropiada y al no llegar a las 500.000 copias necesarias para ser certificado como disco de oro por la RIAA, esas cientos de miles de copias vendidas no son tomadas en cuenta por la compañía a la hora de establecer la cifra global de discos vendidos por Elvis Presley, algo que fue cuestionado por la Elvis Presley Enterprise a la RIAA, ya que sus parámetros de medición desfavorecen principalmente a este artista por poseer decenas de discos tanto en formato sencillo como álbumes, que han vendido cientos de miles de copias que al quedar por debajo de los límites impuestos por la RIAA para las certificaciones, no son tomados en cuenta y de lo contrario sumarían numéricamente en los conteos, varios millones de discos extras que el cantante físicamente ha vendido a lo largo de los años.
Ver Anexo:Discografía de Elvis Presley